# Conus juliaallaryae
Espèce
Conus juliaallaryae est une espèce de mollusques gastéropodes marins de la famille des Conidae.
Comme toutes les espèces du genre Conus, ces escargots sont prédateurs et venimeux. Ils sont capables de « piquer » les humains et doivent donc être manipulés avec précaution, voire pas du tout.

## Taxonomie

### Publication originale
L'espèce Conus juliaallaryae a été décrite pour la première fois en 2013 par Tiziano Cossignani (d) dans « Malacologia Mostra Mondiale »,.

### Synonymes
- Conus striatus juliaallaryae (T. Cossignani, 2013) · non accepté
- Pionoconus striatus juliaallaryae T. Cossignani, 2013 · non accepté